# Verdienstkreuz
Verdienstkreuze verleihen zahlreiche Staaten ihren Bürgern, die sich durch besondere Verdienste um den Staat hervorgetan haben. Es handelt sich um Ehrenzeichen, die für bestimmte Leistungen verliehen werden, oder affiliierte (angeschlossene) Ordenszeichen eines Verdienstordens.

## Deutschland
Der Verdienstorden der Bundesrepublik Deutschland (umgangssprachlich Bundesverdienstkreuz) wird als Verdienstkreuz, Großes Verdienstkreuz und Großkreuz verliehen.
Historische Verdienstkreuze waren
- Militär-Verdienstkreuz (Waldeck) (1854)
- Verdienstkreuz (Reuß) (1857)

1870/71 gestiftete Verdienstkreuze waren
- Hessisches Militär-Verdienstkreuz
- Verdienstkreuz für Aufopferung und Pflichttreue in Kriegszeiten
- Verdienstkreuz für Frauen und Jungfrauen
- Verdienstkreuz für die Jahre 1870/71

## Österreich
- Zivil-Verdienstkreuz in verschiedenen Ausführungen
- Militärverdienstkreuz (Österreich)
- Verdienstkreuz des Landes Tirol

## International
Weitere Verdienstkreuze sind:
- Verdienstkreuz (Lettland)
- Verdienstkreuz (Niederlande)
- Verdienstkreuz der Republik Polen

Vergleichbare Auszeichnungen heißen auch Ehrenmedaille oder Verdienstmedaille
- Congressional Medal of Honor (Ehrenmedaille) der USA
  - über Congressional Gold Medal und Congressional Silver Medal in drei Klassen.
  - Congressional Space Medal of Honor, USA
- Medal of Honour, Hongkong, seit 1997
- Türk Silahlı Kuvvetleri Şeref Madalyası, Ehrenmedaille der türkischen Armee
- Medalla de Honor "Belisario Domínguez" del Senado de la República, höchster Staatspreis Mexikos
- IEEE Medal of Honor, Verdienstmedaille für Ingenieure
- Pingat Kehormatan, Ehrenmedaille für Polizei und Armee in Singapur
- Médaille d'Honneur (Ehrenmedaille) und Ordre du Mérite Culturel (Kulturverdienstorden (Monaco))